# Polná (Hazlov)
Polná (deutsch Hirschfeld) ist ein Ortsteil der Gemeinde Hazlov in Tschechien.

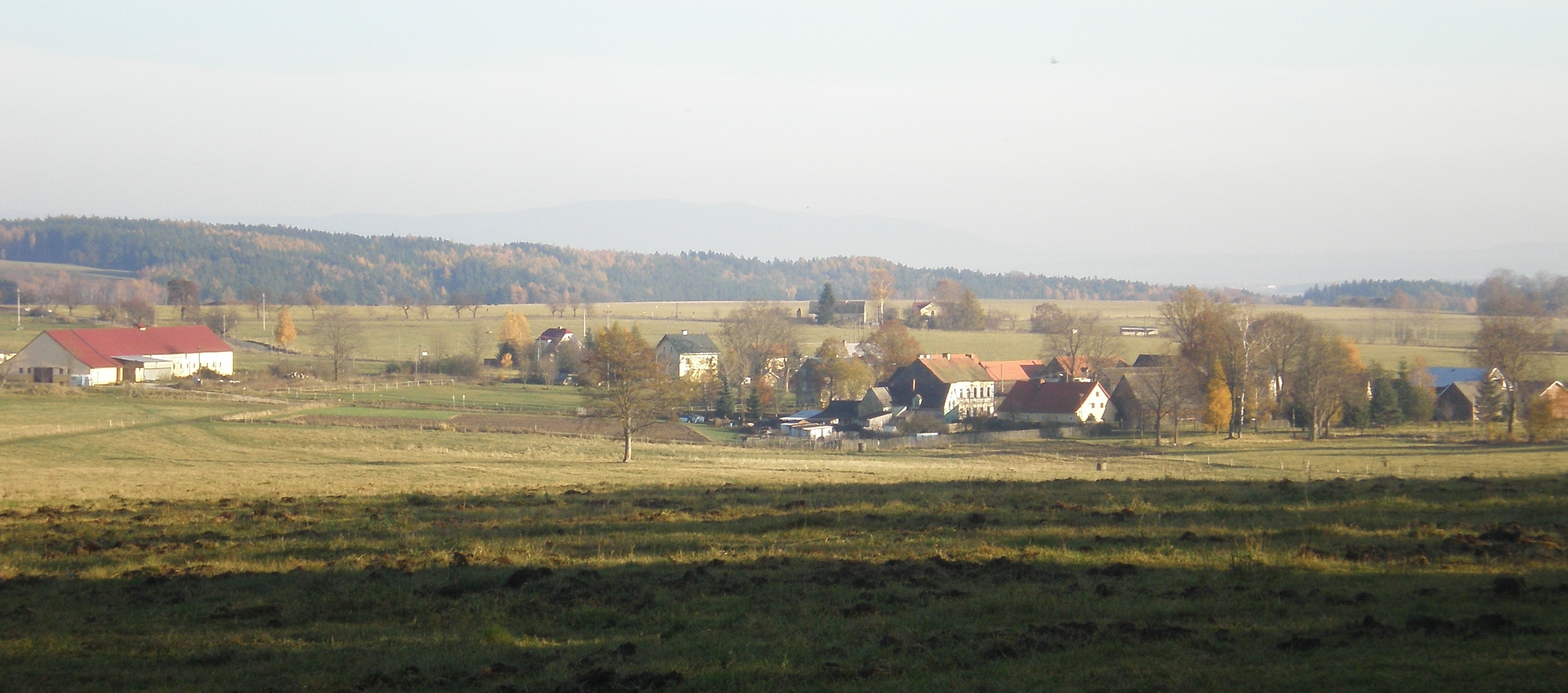
Ortsansicht

## Geographie

### Geographische Lage
Der Ortsteil liegt 2 Kilometer südwestlich von Hazlov.

### Nachbargemeinden
Dreiviertel Kilometer nördlich liegt das Nachbardorf Lipná. Nach Osten hin erreicht man nach zwei Kilometern den Hauptort Hazlov. Gleich weit entfernt ist das südöstlich gelegene Vlastislav (bis 2016 Táborská). Einen Kilometer südwestlich liegt Podílná. Nach Westen hin dehnt sich dichter Wald aus, in dem die Staatsgrenze zwischen Tschechien und Deutschland verläuft.

## Einwohnerentwicklung
| Jahr | Einwohnerzahl |
| ---- | ------------- |
| 1869 | 695           |
| 1880 | 723           |
| 1890 | 701           |
| 1900 | 638           |
| 1910 | 625           |

| Jahr | Einwohnerzahl |
| ---- | ------------- |
| 1921 | 519           |
| 1930 | 524           |
| 1950 | 119           |
| 1961 | 139           |
| 1970 | 101           |

| Jahr | Einwohnerzahl |
| ---- | ------------- |
| 1980 | 64            |
| 1991 | 54            |
| 2001 | 45            |
| 2011 | 49            |